# Баклан Григорій Володимирович
Григорій Володимирович Баклан (29 вересня 1918, село Янівка, тепер Іванівка Кропивницького району Кіровоградської області — ?) — український радянський діяч судових органів, голова Дрогобицького та Миколаївського обласних судів.

## Життєпис
Народився в селянській родині. У 1938 році закінчив повну середню школу і вступив до юридичного факультету Київського державного університету. З липня 1941 року у зв'язку з початком німецько-радянської війни навчання в університеті було зупинене, перебував в евакуації в Алма-Атинській області Казахської РСР. 
З січня 1943 року служив у Червоній армії, учасник німецько-радянської війни з вересня 1943 року. Був розвідником, командував відділенням 284-го окремого винищувального протитанкового дивізіону 138-ї стрілецької дивізії 2-го Українського фронту. Член ВКП(б) з січня 1944 року. 
Після демобілізації продовжив навчання в Київському державному університеті, який закінчив у серпні 1946 року.
З серпня 1946 року до жовтня 1948 року — член суду, в жовтні 1948 — жовтні 1949 року — заступник голови Дрогобицького обласного суду.
У жовтні 1949 — 22 вересня 1953 року — голова Дрогобицького обласного суду.
У жовтні 1953 — 1956 року — начальник обласного управління Міністерства юстиції Української РСР по Херсонській області.
До листопада 1956 року — ревізор Управління судових органів Міністерства юстиції Української РСР
28 листопада 1956 — липень 1982 року — голова Миколаївського обласного суду.
У липні 1982 року звільнений з посади голови суду у зв'язку із закінченням строку повноважень та виходом на пенсію.
Подальша доля невідома

## Нагороди
- орден Вітчизняної війни ІІ ст. (6.11.1985)
- орден Червоної Зірки (18.05.1945)
- медаль «За відвагу» (11.04.1945)
- медаль «За бойові заслуги» (23.01.1944)
- медаль «За перемогу над Німеччиною у Великій Вітчизняній війні 1941—1945 рр.» (1945)